# Вайтерсбург
Вайтерсбург (нім. Weitersburg) — громада в Німеччині, розташована в землі Рейнланд-Пфальц. Входить до складу району Маєн-Кобленц. Складова частина об'єднання громад Фаллендар.
Площа — 6,62 км2. Населення становить 2492 ос. (станом на 31 грудня 2020).